# Pista (unidad de disco)

Estructura de disco magnético:
A es una pista del disco (roja),
B es un sector geométrico (azul),
C es un sector de una pista (magenta),
D es un grupo de sectores o clúster (verde).

Una pista de unidad de disco es un camino circular en la superficie del disco magnético (disco duro o disquete) donde la información es grabada magnéticamente y de la cual también se lee la información registrada.
Una pista es una división física  de datos en una unidad de disco, como se usa en el modo de direccionamiento Cilindro-Cabezal-Sector (Cylinder-Head-Record, CHR) de un disco CKD. El concepto es concéntrico, a través del plato físico, siendo un círculo de datos por cada cilindro entero de la unidad de disco. En otras palabras, el número de pistas en una superficie simple en el dispositivo es exactamente igual el número de cilindros de la unidad.
Las pistas son subdivididas en bloques, o sectores o páginas (ver: bloque de almacenamiento y página virtual).
La pista final es a veces precedida de la palabra lógica (p. e. "3390-9 tiene 3 pistas lógicas por pista física") para enfatizar cuando se utiliza como un concepto abstracto, no una pista en el sentido físico.